# Vaughan
Vaughan (anglická výslovnost: [ˈvɑːn]IPA, Von) je město v provincii Ontario v Kanadě. Nachází se severně od Toronta a k roku 2006 zde žilo 238 866 obyvatel. Vaughan je nejrychleji se rozrůstající kanadskou municipalitou; od roku 1991 téměř zdvojnásobil svůj počet obyvatel. Je součástí regionu York v rámci Velkého Toronta. Starostkou města je k roku 2010 Linda Jackson.

## Partnerská města
- Sora, Itálie (1992)
- Ramla, Izrael (1993)
- Sanjo, Japonsko (1993)
- Jang-čou, Čína (1995)
- Baguio, Filipíny (1997)
- Delia, Itálie (1998)
- Lanciano, Itálie (2002)
- Riga, Lotyšsko (1968)